# مبنى كوربين
{{معلومات السجل الوطني للأماكن التاريخية
| nrhp_type = 
| image = FultonSt 8043 (8551553985) crop.jpg
| image_size = 250px
| caption = (2013)
| coordinates = مبنى كوربين هو مبنى إداري تاريخي يقع في 13 شارع جون في ناحية برودواي - حيث تم ترقيمه بالرقم 192 - في الحي المالي في مانهاتن ، بمدينة نيويورك . وقد تم بناؤه في الفترة 1888-1889 ، وصممه المعماري فرانسيس هـ. كيمبول على طراز إحياء العمارة الرومانسيكية مع إضافة تفاصيل طراز القوطية الفرنسية . تم تسمية المبنى باسم أوستن كوربين، رئيس شركة لونج آيلاند للسكك الحديدية والذي أسس أيضًا عدة بنوك.
تم بناء هذا المبنى كمشروع استثماري لاستخدامه كمبنى إداري أو للسكن.
يحتوي المبنى على شكل خارجي من الطوب والأحجار البنية وتاراكوتا متعدد الألوان ويتميز بأقواس مستديرة مع تفاصيل تيرا كوتا – ولوحظ استخدام المعماري كيمبول المبتكر في تفاصيل التيراكوتا  – وتم استخدام نظام بلاط غوستافينو في الاسقف الداخلية المقببة .
أما من الناحية الهيكلية فقد سبق المبنى ناطحات السحاب في استخدام الهياكل الفولاذية من خلال استخدام عوارض الحديد الزهر مع البناء الحوائط الطوب التي كانت بنظام الجدران الحاملة .
وكان مبنى كوربن أطول بكثير من المباني الأخرى في وقت بنائه. وتم تسجيله كأطول مبنى تجاري في مدينة نيويورك وقت الانتهاء منه .
ولكن تجاوزت أرتفاعات كلاً من مباني تريبيون وويسترن يونيون في عام 1873 أرتفاع مبنى كوربن، بحيث سجلتا ارتفاعات 260 و 230 قدمًا، على التوالي.
وقد تم إعادة تأهيل المبنى بواسطة هيئة النقل الحضرية MTA كجزء من مشروع مركز فولتون والذي افتتح في 10 نوفمبر 2014.، وتم دمج الطابق الأرضي والطابق السفلي للمبنى في مركز فولتون وكان بمثابة مدخل إلى محطة المترو أدناه.
وتم ترميم السطح الخارجي والداخلي للمبنى ليشبه المبنى الأصلي للقرن التاسع عشر قدر الإمكان. وسيتم تأجير ما مجموعه 31000 قدم مربع من المساحات المكتبية التجارية في المستويات الأرضية من المبنى.
تمت إضافة المبنى إلى السجل الوطني للأماكن التاريخية في 18 ديسمبر 2003 ، وتم اعتباره معلم من معالم مدينة نيويورك في 23 يونيو 2015.